# Apomecyna acutipennis
Apomecyna acutipennis là một loài bọ cánh cứng trong họ Cerambycidae.